# 阿拉乓乓响
《阿拉乓乓响》是上海东方电视台娱乐频道推出的一档沪语综艺竞技节目。该节目于2015年4月5日起开播，播出时间为每周日18:57。节目已于2015年7月12日结束。节目创下了上海近5年来收视之最。